# Jess and the Ancient Ones
Jess and the Ancient Ones est un groupe finlandais de rock psychédélique, originaire de Kuopio.

## Histoire
Le groupe est formé en 2010 par Thomas Corpse et Thomas Fiend à Kuopio. Au début, le groupe comptait sept membres. Après le départ des guitaristes Von Stroh et Thomas Fiend, le groupe compte en 2016 cinq musiciens. Outre Jess (chant), ils comprennent Thomas Corpse (guitare), Fast Jake (basse), Abraham et Yussuf (batterie). Certains membres du groupe étaient auparavant co-musiciens dans le groupe de metal finlandais Deathchain.
Le groupe compte trois albums jusqu'en 2016. Le premier album éponyme Jess and the Ancient Ones, sorti en 2012, présente encore des influences de la new wave of British heavy metal. D'un point de vue musical, Jess and the Ancient Ones se dit influencé par Roky Erickson, Mercyful Fate, Iron Maiden et ABBA. Leur musique peut être classée dans le rock occulte des années 1970.
Le style musical du deuxième album est décrit comme « un son sombre et lourd entre le psychédélisme, le stoner et le hard rock des années '70 inspiré de Black Sabbath ». 

## Discographie

### Albums studio
- 2012 : Jess and the Ancient Ones[3] (7e place des charts finlandais[4])
- 2015 : Second Psychedelic Coming: The Aquarius Tapes (21e place des charts finlandais[4])
- 2017 : The Horse and Other Weird Tales (34e place des charts finlandais[4])
- 2021 : Vertigo (20e place des charts finlandais[4])

### EP
- 2013 : Astral Sabbat (15e place des charts finlandais[4])

### Singles
- 2011 : 13th Breath of the Zodiac (7")
- 2012 : Deadmask / Jess and the Ancient Ones (split-7")
- 2014 : Castaneda (10")
- 2015 : In Levitating Secret Dreams (7")
- 2021: Summer Tripping Man